# Restio communis
Restio communis är en gräsväxtart som beskrevs av Neville Stuart Pillans. Restio communis ingår i släktet Restio och familjen Restionaceae. Inga underarter finns listade i Catalogue of Life.